# Stiftung heureka
Die Stiftung heureka ist eine gemeinnützige Stiftung zur Förderung einer umweltgerechten Entwicklung des Verkehrs. 
Stiftungszweck gemäß Satzung ist die Förderung der Entwicklung, Anwendung und Umsetzung von Entscheidungs- und Optimierungsmethoden im Verkehrswesen.

## Gründung

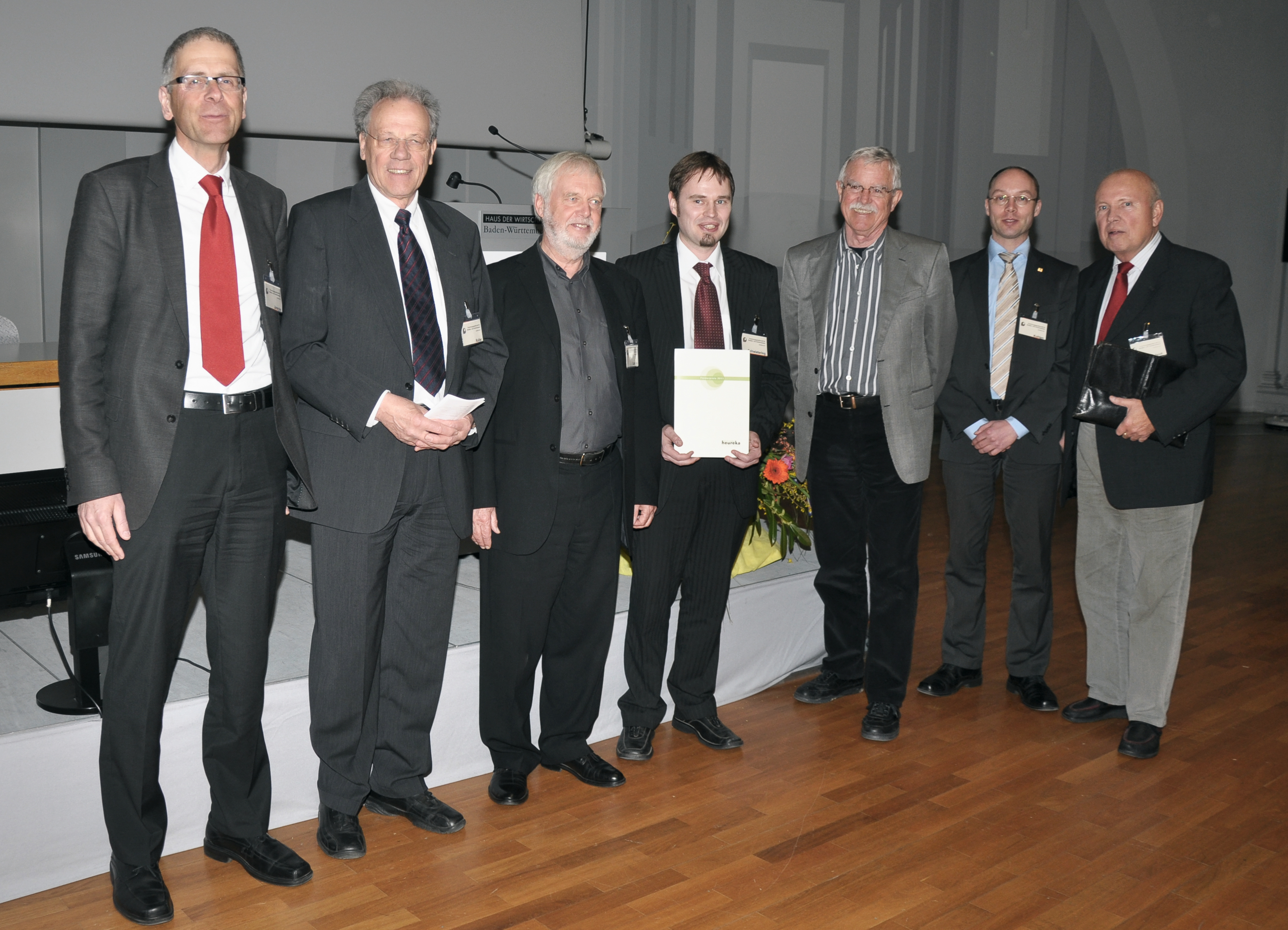
Verleihung des Förderpreises der Stiftung heureka 2011 an Christoph Schwietering

Die Gründung geht auf das Wirken des 1975 gegründeten Arbeitskreises „Entscheidungs- und Optimierungsmethoden“ innerhalb des Arbeitsausschusses „Theoretische Grundlagen des Straßenverkehrs“ der Forschungsgesellschaft für Straßen- und Verkehrswesen (FGSV) zurück. Dieser Arbeitskreis veranstaltete nach Veröffentlichung eines Forschungsberichts über Entscheidungs- und Optimierungsmethoden im Verkehr im Jahre 1983 in Karlsruhe unter Mitwirkung des Verbandes Öffentlicher Verkehrsbetriebe (VDV) die „Heureka’83 Optimierung in Verkehr und Transport“, eine Vortragsveranstaltung mit Vorstellung von Hard- und Software. Seit dieser „1. Heureka“ wurden neun weitere Veranstaltungen durchgeführt. Die Heureka ist zu einer wichtigen Vortragsveranstaltung über theoretische und praktische Grundlagen des Verkehrs, vornehmlich der Entscheidungs- und Optimierungsmethoden, in Deutschland geworden. Sie wurde 1983, 1987, 1990, 1993 und 1996 unter der wissenschaftlichen Leitung von Hartmut Keller, 1999, 2002 und 2005 von Manfred Bolze in Karlsruhe und 2008, 2011 und 2014 von Markus Friedrich in Stuttgart durchgeführt.
Die Stiftung wurde 1995 als gemeinnützig genehmigt. Ralf Borndörfer ist erster Vorsitzender der Stiftung. Der Name der Stiftung und der Vortragsveranstaltung nimmt Bezug auf eine Klasse von mathematischen Optimierungsmethoden, die heuristischen Methoden, die auch im Verkehrswesen eine Rolle spielen.

## Förderpreis für jüngere Wissenschaftler und Life Time Award
Die Stiftung vergibt zwei Preise, seit 1996 den mit 5.000 Euro dotierten Förderpreis, seit 2002 den Lifetime Award
| Förderpreis - 1996 Rupert Bobinger - 1999 Robert Hoyer, Thorsten Schüler und Peiguo Zou - 2002 Klaus Bogenberger - 2005 Armin Fügenschuh - 2008 Christian Liebchen - 2011 Christoph Schwietering - 2014 Christian Winkler - 2017 Jakob Kaths Life Time Award - 2002 Wilhelm Leutzbach - 2005 Jürg Sparmann - 2008 Fotis Karamitsos - 2011 Werner Brilon - 2014 Martin Grötschel - 2017 Axel Friedrich - 2021 Klaus J. Beckmann |

## Vortragsveranstaltungen und Projekte
Die Stiftung betreut und fördert grundlegende Forschungsprojekte, die sich mit der Systematik und Anwendung von Entscheidungs- und Optimierungsmethoden im Verkehrswesen beschäftigen bzw. einen Beitrag zur Sicherstellung einer nachhaltigen Mobilität leisten. Ein Beispiel ist das Forschungsprojekt Optiv, das vom BMWI gefördert wurde.